# Красненский район
Кра́сненский райо́н — административно-территориальная единица (район) и муниципальное образование (муниципальный район) в Белгородской области России.
Административный центр — село Красное.

## География

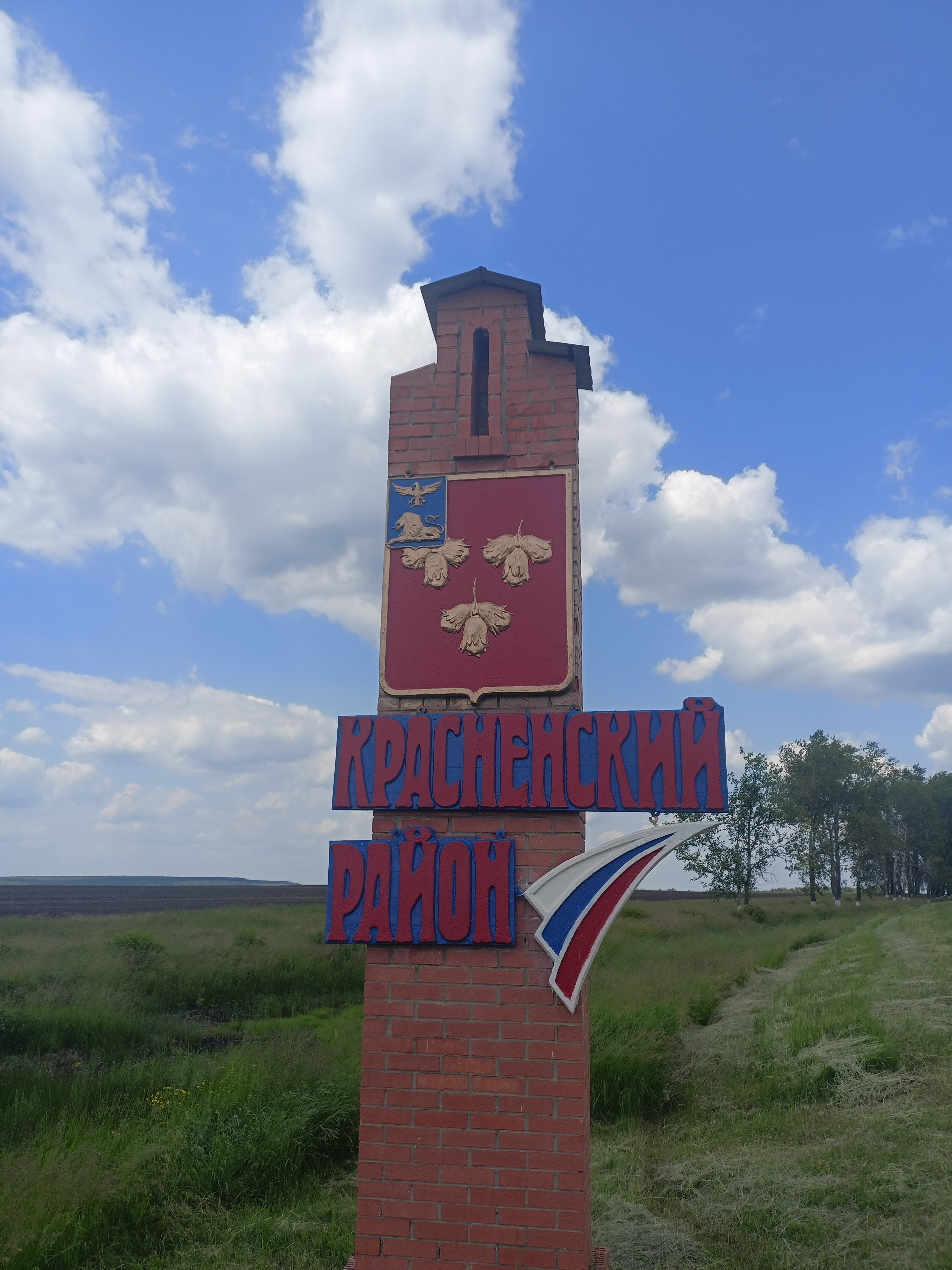

Расположен на южных склонах Средне-Русской возвышенности. Территория — 851,9 км². Граничит на севере и востоке с Воронежской областью, Репьёвским и Острогожским районами, на юге — с Алексеевским и Красногвардейским районами, на западе — с Новооскольским, Чернянским и Старооскольским районами Белгородской области. По территорий района протекают реки: Потудань и Ольшанка (Камышенка) .

## История
В Российской империи
Территория современного Красненского района вошла в состав Российского государства в XVI веке после присоединения Рязанского княжества к Москве (1571). Ранее на этих землях простиралось бескрайнее дикое поле, которое практически не было заселено. Оказавшись южной окраиной России, эти земли стали форпостом на границе с Крымским ханством и Ногайской Ордой. Для их заселения строились города-крепости (Елец, Воронеж, Белгород, Коротояк, Острогожск, Старый Оскол, Валуйки и др.), а затем осваивались прилегающие территории.
Заселение территории Красненского района связано с построением городов крепостей -Усерд (1637) . От Усердской крепости образовались сёла : Хмелевое , Камызино , Ураково и деревня Веретенникова. Ольшанск (1644) является прародиной сёлам ; Готовьё , Красное , Сетище , Горки , Заломное , Круглое и деревням : Польниково , Солдатская (Новосолдатка) , Камышенка ,Дуровка (Вербное) и Киселёвка . Город Царёв Алексеев (Новый Оскол) (1647) положил начало заселению западной части района, поселив у Уколова леса село Царёво Уколово (Старое и Новое Уколово) , Крепость Коротояк (1647) заселила восточную часть современного Красненского района образовав сёла : Уколово (Лесное) , Богословку и деревню Красный Колодезь (Свистовка) . Верхососенская крепость (1647) дала путёвку в жизнь селу Расховецкое . Основанный в 1652 г. г. Острогожск добавил на карту района хутор Гончаровку, единственный населённый пункт района, заселённый войсковыми жителями, ранее казаками Острогожского черкасского полка. Помещичья колонизация добавила на карту района в 18-19 веках населённые пункты ; Шидловка , Марьевка , Флюговка, Дмитриевка, Солодский , Калмыцкий , Весёлая Усадьба (около Богословки) . Во второй половине 19 века частные землепользователи основали хутора : Большой , Старый Редкодуб , Ближние и дальние Россошки (сегодня Большовское сельское поселение) , Бородкин (возле Гончаровки) .
Старейшими поселениями района являются сёла Старое Уколово и Лесное Уколово, оба населённых пункта основаны по указу Царя Алексея Михайловича в 1653 году . По остальным населённым пунктам точной даты основания их пока не обнаружено . Известно, что в 1666 году уже существовали ; Красное , Горки, в 1678 Богословка, в 1681 Хмелевое . Остальные старожилые н.п образовались до начала 18 века.. Заселение территории производилось в основном служилыми и работными людьми из центра России сведёнными на вечное житие для охраны южных рубежей Русского государства и для строительства укреплений Белгородской черты, а также черкасами (украинцами).
Административно-территориальная система в России начала складываться в начале XVIII века с указа Петра I от 18 декабря 1708 года об образовании губерний. Позже губернии стали делиться на уезды (с 1719), а уезды — на волости (с 1861). Территория Красненского района до 1779 года входила в состав 4-х уездов. Ново Уколово и Старое Уколово относились к Новооскольскому уезду, Расховецк к Верхососенскому, Красное, Сетищи, Горки, Готовьё, Камышенка к Ольшанскому уезду, Камызино,Хмелевое и Веретенниково к Усердскому, Уколово (Лесное) ,Богословка и Свистовка к Коротоякскому. С 1779 по 1923 год входила в состав Коротоякского уезда Воронежской губернии. В 1800 году в уезде было 52 сёл и слобод, сельц — 3, деревень и хуторов — 29, волостей — 10, в том числе Готовская и Староуколовская. Экономику уезда составляли 20 казённых и 63 частных завода, 110 ветряных мельниц, возделывалось 355 тыс. десятин земли. По пятой ревизии (1795) в уезде проживало 30467 мужчин и 30800 женщин, в том числе 36454 однодворца обоего пола. Дворян — 202, помещичьих крестьян — 1675.
В 1854 году Коротоякский уезд имел 151 селение, 118990 душ населения. Рождаемость составила 30, смертность — 17,1 промилле. В уезде было 58 церквей, в том числе 21 каменная, 6 церковно-приходских школ, которые посещали 262 ученика, в том числе 30 девочек. Во владении жителей было 37100 лошадей, 15750 голов крупного рогатого скота, 98300 овец.
К 1912 году в Коротоякском уезде работало 73 земских и церковно-приходских школ и 158 учителей (73 священника и 85 штатских лиц). Обучалось 3855 детей, в том числе 1040 девочек. В уезде была 51 школьная библиотека с фондом 8 тыс. книг.. Земство содержало 3 медицинских участка, 8 фельдшерских пункта, 3 почтовые станции.
В СССР
В 1920 году после Гражданской войны в 4 волостях Коротоякского уезда, составляющих современный Красненский район, проживало 44352 жителей. Площадь посевов была равна 18566 десятинам, в хозяйствах имелось 4950 лошадей, 6435 коров, 19135 овец и коз, 3705 свиней, 269 пасек с 3604 колодами пчёл.
4 января 1923 года Коротоякский уезд был упразднён, а территория современного Красненского района вошла в состав нескольких укрупнённых волостей Острогожского уезда. В 1928 году на территории района проживало 26201 человек. Здесь было 12 сёл, 32 хутора, 3 деревни, один посёлок, 3 выселка, одно товарищество — всего 5011 хозяйств; было 17 школ 1-й ступени, где работало 24 учителя.
14 мая 1928 года административно-территориальное деление страны было изменено: ликвидировались губернии, уезды, волости, вместо них вводились области, районы и сельсоветы. Территория Красненского района попала в Репьёвский район Центрально-Чернозёмной области. 13 июня 1934 года Центрально-Чернозёмная область была поделена на Воронежскую и Курскую, Репьёвский район отошёл к Воронежской области. 18 января 1935 года была образована новая сеть районов Воронежской области, возникли 33 новых района, в том числе образовался Уколовский район с центром в селе Красное, который занимал территорию современного Красненского района. Уколовским район был назван, чтобы избежать путаницы, потому, что в Воронежской области уже был Краснянский район.
Спустя год, в 1936 году, Уколовский район представлял собой следующее: территория — 781 км², население — 50,4 тыс. человек. В состав района входило 73 населённых пункта, объединённых в 13 сельсоветов. В сёлах был 71 колхоз и 1 совхоз. В колхозах состояло 8199 крестьянских дворов (93,6 %). Посевная площадь составляла 44887 гектаров. В районе было 34 начальных и 8 семилетних школ, 6295 учащихся и 183 учителя. 255 пунктов ликбеза охватывали 7100 учащихся. 8 детских садов посещали 458 детей. В политпросвете было 8 изб-читален, 51 красный уголок, 3 клуба, 9 библиотек с фондом 4460 книг.
В Великой Отечественной войне принимали участие 7199 красненцев, 3612 из них погибли или пропали без вести. С 5 июля 1942 года по 18 января 1943 года район был оккупирован немецко-венгерскими войсками. За время оккупации фашисты казнили в районе 67 человек, на каторгу в Германию угнали 36 человек. Материальный ущерб от оккупации составил 225 млн рублей.
6 января 1954 года образована Белгородская область, Уколовский район вошёл в её состав. С 5 октября 1957 года Уколовский район стал именоваться Красненским. 7 декабря 1962 года Красненский район был упразднён, его территория вошла в состав Алексеевского района.
25 февраля 1991 года Указом Верховного Совета РСФСР «Об образовании Красненского района в Белгородской области» район был снова восстановлен. В то время территория района составляла 852,6 км², население — 24,8 тыс. человек, площадь пашни — 48237 гектаров.
В Российской Федерации
В 1996 году в связи с реформой органов власти сельсоветы были реорганизованы в сельские округа.
С 1 января 2006 года в соответствии с Законом Белгородской области от 20.12.2004 № 159 муниципальное образование «Красненский район» наделено статусом муниципального района. На территории района образованы 10 муниципальных образований (сельских поселений).

## Население
| 1959    | 2002    | 2009    | 2010    | 2011    | 2012    | 2013    | 2014    | 2015    |
| ------- | ------- | ------- | ------- | ------- | ------- | ------- | ------- | ------- |
| 30 665  | ↘15 337 | ↘13 658 | ↘13 371 | ↘13 323 | ↘13 051 | ↘12 748 | ↘12 517 | ↘12 345 |
| 2016    | 2017    | 2018    | 2019    | 2020    | 2021    |         |         |         |
| ↘12 237 | ↘12 008 | ↘11 784 | ↘11 563 | ↘11 361 | ↘11 358 |         |         |         |

### Урбанизация
Красненский район является единственным районом области, в котором отсутствует городское население.

### Национальный состав
По итогам переписи населения 2020 года проживали следующие национальности (национальности менее 0,1 % и другое, см. в сноске к строке «Другие»):
| Национальность | Численность, чел. | Доля     |
| -------------- | ----------------- | -------- |
| Русские        | 10 845            | 95,47 %  |
| Украинцы       | 71                | 0,63 %   |
| Цыгане         | 62                | 0,55 %   |
| Турки          | 61                | 0,54 %   |
| Армяне         | 14                | 0,12 %   |
| Другие         | 305               | 2,69 %   |
| Итого          | 11 358            | 100,00 % |

## Административное деление
В Красненском районе 44 населённых пункта в составе 10 сельских поселений:
| №  | Сельские поселения                 | Административный центр | Количество населённых пунктов | Население | Площадь, км2 |
| -- | ---------------------------------- | ---------------------- | ----------------------------- | --------- | ------------ |
| 1  | Большовское сельское поселение     | село Большое           | 7                             | ↘420      | 55,07        |
| 2  | Горкинское сельское поселение      | село Горки             | 4                             | ↘862      | 72,07        |
| 3  | Готовское сельское поселение       | село Готовье           | 3                             | ↗958      | 51,18        |
| 4  | Камызинское сельское поселение     | село Камызино          | 2                             | ↗1490     | 91,74        |
| 5  | Красненское сельское поселение     | село Красное           | 5                             | ↘2234     | 119,25       |
| 6  | Кругловское сельское поселение     | село Круглое           | 5                             | ↘865      | 79,90        |
| 7  | Лесноуколовское сельское поселение | село Лесное Уколово    | 3                             | ↘718      | 42,10        |
| 8  | Новоуколовское сельское поселение  | село Новоуколово       | 7                             | ↗2235     | 210,29       |
| 9  | Расховецкое сельское поселение     | село Расховец          | 7                             | ↘748      | 87,40        |
| 10 | Сетищенское сельское поселение     | село Сетище            | 1                             | ↗828      | 42,95        |

| №  | Населённый пункт | Тип                          | Население | Муниципальное образование          |
| -- | ---------------- | ---------------------------- | --------- | ---------------------------------- |
| 1  | Ближние Россошки | хутор                        | ↘22       | Большовское сельское поселение     |
| 2  | Богословка       | село                         | ↘266      | Горкинское сельское поселение      |
| 3  | Большое          | село                         | ↘302      | Большовское сельское поселение     |
| 4  | Братство         | хутор                        | ↘0        | Горкинское сельское поселение      |
| 5  | Бычково          | хутор                        | ↘8        | Расховецкое сельское поселение     |
| 6  | Вербное          | село                         | ↘102      | Готовское сельское поселение       |
| 7  | Весёлый          | хутор                        | ↘20       | Расховецкое сельское поселение     |
| 8  | Гончаровка       | хутор                        | ↘8        | Лесноуколовское сельское поселение |
| 9  | Горки            | село                         | ↗776      | Горкинское сельское поселение      |
| 10 | Готовье          | село                         | ↘654      | Готовское сельское поселение       |
| 11 | Дальние Россошки | хутор                        | →0        | Большовское сельское поселение     |
| 12 | Заломное         | село                         | ↘249      | Кругловское сельское поселение     |
| 13 | Калинин          | хутор                        | ↘23       | Большовское сельское поселение     |
| 14 | Калитва          | село                         | ↘1        | Новоуколовское сельское поселение  |
| 15 | Каменка          | село                         | ↘212      | Новоуколовское сельское поселение  |
| 16 | Камызино         | село                         | ↘960      | Камызинское сельское поселение     |
| 17 | Камышенка        | село                         | ↘172      | Готовское сельское поселение       |
| 18 | Караешный        | хутор                        | ↘0        | Кругловское сельское поселение     |
| 19 | Киселевка        | село                         | ↘49       | Красненское сельское поселение     |
| 20 | Коробово         | хутор                        | ↘31       | Расховецкое сельское поселение     |
| 21 | Красное          | село, административный центр | ↘2158     | Красненское сельское поселение     |
| 22 | Круглое          | село                         | ↘673      | Кругловское сельское поселение     |
| 23 | Лесное Уколово   | село                         | ↘864      | Лесноуколовское сельское поселение |
| 24 | Малиново         | село                         | ↘46       | Красненское сельское поселение     |
| 25 | Новогеоргиевка   | хутор                        | ↘27       | Расховецкое сельское поселение     |
| 26 | Новосолдатка     | село                         | ↘343      | Кругловское сельское поселение     |
| 27 | Новоуколово      | село                         | ↘1429     | Новоуколовское сельское поселение  |
| 28 | Новый Путь       | хутор                        | ↘37       | Кругловское сельское поселение     |
| 29 | Новый Путь       | хутор                        | ↘0        | Лесноуколовское сельское поселение |
| 30 | Первомайский     | хутор                        | ↘45       | Большовское сельское поселение     |
| 31 | Песковатка       | хутор                        | ↘31       | Горкинское сельское поселение      |
| 32 | Польниково       | село                         | ↘248      | Красненское сельское поселение     |
| 33 | Расховец         | село                         | ↘606      | Расховецкое сельское поселение     |
| 34 | Свистовка        | село                         | ↘124      | Красненское сельское поселение     |
| 35 | Сетище           | село                         | ↗828      | Сетищенское сельское поселение     |
| 36 | Староуколово     | село                         | ↘599      | Новоуколовское сельское поселение  |
| 37 | Старый Редкодуб  | хутор                        | ↘115      | Большовское сельское поселение     |
| 38 | Ураково          | село                         | ↘466      | Камызинское сельское поселение     |
| 39 | Флюговка         | село                         | ↘118      | Новоуколовское сельское поселение  |
| 40 | Хмелевое         | село                         | ↘269      | Расховецкое сельское поселение     |
| 41 | Черемухово       | хутор                        | ↘84       | Расховецкое сельское поселение     |
| 42 | Шидловка         | хутор                        | ↘12       | Новоуколовское сельское поселение  |
| 43 | Широкое          | село                         | ↘177      | Новоуколовское сельское поселение  |
| 44 | Япрынцев         | хутор                        | ↘36       | Большовское сельское поселение     |

## Местное самоуправление
Глава района — председатель Муниципального совета — Головин  Александр Иванович.

Глава администрации муниципального района «Красненский район» Белгородской области — Полторобатько Александр Фёдорович.

## Экономика
Красненский район по своей специфике является сельскохозяйственным. (Данные устарели более чем на 10 лет.) На его территории находится 13 сельскохозяйственных предприятий. Промышленность представлена одним предприятием: Красненской типографией. В районе функционируют два предприятия жилищно-коммунального хозяйства: филиал ОГУП «Теплокоммунэнерго» и филиал водопроводно-канализационного хозяйства ОГУП «Облводоканал». Осуществляет свою деятельность комплекс по переработке сельскохозяйственной продукции (производство муки, комбикормов, переработка и сушка зерна).
В районе насчитывается 19 образовательных учреждений, в том числе 4 средних школ, 6 общеобразовательных, 9 дошкольных учреждений и 4 внешкольных. Внешкольные учреждения включают: районный Дом детского творчества, Детско-юношеский клуб физической подготовки, станция юннатов, подростковый клуб для детей с ослабленным здоровьем. В школах занимаются 1134 учащихся, работают 359 учителей, из них трое имеют звание «Заслуженный учитель Российской Федерации». 364 детей воспитываются в дошкольных учреждениях. В работу внешкольных учреждений вовлечено 2743 детей, с которыми занимаются 123 педагога дополнительного образования. На базе школ функционирует 160 кружков и спортивных секций. 10 средних школ работают в режиме учебно-воспитательного комплекса (УВК). В структурно-функциональную модель методической работы района входят 4 территориальных организационно-методических объединения школ, работает 22 районных предметных методических объединения, организована работа семи творческих групп.
В районе функционирует 25 учреждений здравоохранения, в том числе Красненская районная больница, Новоуколовская участковая больница, 2 сельские врачебные амбулатории и 21 фельдшерско-акушерский пункт. Учреждениями здравоохранения района обслуживается 15400 жителей.

## Культура

### Достопримечательности
Близ села Свистовки находится природно-ландшафтный памятник заказник «Урочище „Большой Лог“», где на территории в несколько гектар сосредоточена реликтовая растительность «сниженные альпы», характерная для альпийских лугов.
На территории Красненского района располагается родник «Рубленный», который находится между сёлами Готовье и Вербное, в 12 км от центра села Красное, в высокой пойме реки Камышенка. Администрация района тщательно следит за благоустройством родника: рядом сооружён деревянный сруб, имеется навес-беседка для комфортного отдыха в летний зной, бетонный жёлоб, территория засыпана щебнем и асфальтирована. Местные жители и гости из других районов регулярно приезжают сюда за чистейшей питьевой водой.
Памятник природы «Дуб-долгожитель в с. Старый Редкодуб», Объектом особой охраны в границах памятника природы является дуб-долгожитель в возрасте 400 лет с охранной зоной 20 метров от кроны дерева.

## Радио и ТВ
На территории Красненского района ведёт вещание областной телеканал Мир Белогорья 26 ТВК (аналоговое ТВ) и Радио Мира Белогорья 102.1МГц(Лесное Уколово), ранее также Радио России-Белгород — 73.76 МГц(1992—2014)(Красное). Из Новоуколово транслируется цифровое тв 1 и 2 мп на 35ТВК и 58ТВК).Также принимаются передачи из соседних районов.